# Актиничность
Актиничность, актиничность фотографическая (др.-греч. aktis, родительный падеж др.-греч. aktinos — луч) — способность излучения оказывать фотографическое действие на светочувствительный материал.
Актиничный свет — электромагнитное излучение, обладающее способностью оказывать воздействие на конкретный светочувствительный материал предусмотренным способом.
Неактиничный свет — электромагнитное излучение, не вызывающее предусмотренного данным светочувствительным материалом фотохимического изменения.

## Количественная характеристика
Абсолютной мерой актиничности излучения является светочувствительность конкретного материала.
Мерой относительной актиничности различных источников излучения может служить отношение освещённостей, создаваемых в плоскости фотографического материала исследуемыми источниками, при идентичных выдержках и одинаковых условиях последующей физико-химической обработки, для получения одинакового фотографического эффекта (например, плотности негатива).